# Cliobata fenestrata
Cliobata fenestrata är en tvåvingeart som först beskrevs av Leander Czerny 1932.  Cliobata fenestrata ingår i släktet Cliobata och familjen skridflugor. Inga underarter finns listade i Catalogue of Life.